# جيم بيتي
جيم بيتي (بالإنجليزية: Jim Beattie)‏ هو لاعب كرة قدم بريطاني، ولد في 16 فبراير 1973 في غلاسكو في المملكة المتحدة. شارك مع منتخب اسكتلندا تحت 21 سنة لكرة القدم. أما مع النوادي، فقد لعب مع ميبا ونادي آير يونايتد ونادي ألبيون روفرز ونادي سانت ميرين ونادي سلتيك.